# Lucius Iulius Iucundus
Lucius Iulius Iucundus war ein im 2. oder 3. Jahrhundert n. Chr. lebender Angehöriger des römischen Ritterstandes (Eques).
Durch eine Inschrift, die beim Kastell Inlăceni gefunden wurde und die auf 107/275 datiert wird, ist belegt, dass Iucundus Präfekt der Cohors IIII Hispanorum war.